# Ugo Primate
Hugues d'Orléans, detto Primas (1093 circa – 1160), è stato un poeta francese, fra i più noti del suo tempo, clericus vagans e poeta goliardico, che scrisse in lingua latina.
Il suo nome si trova anche citato nella forma italianizzata Ugo Primate (o Ugo d'Orléans)

## Biografia
Tipico rappresentante della classe dei clerici vagantes, deve l'appellativo Primas alla "primazia" della sua produzione poetica scanzonata e goliardica.
La sua diffusa notorietà gli valse l'attribuzione di numerose opere di autori sconosciuti. Uomo colto (fu forse maestro di grammatica della scuola di Orléans) e imbevuto di cultura classica, Ugo Primate vagò di città in città, e fu a Le Mans, Tours, Reims, Beauvais, Sens e Parigi dove giunse nel 1142. Visse liberamente, in fuga perenne dall'aborrita povertà, fra il gioco, il bere, gli amori, gli eccessi della tavola: sono questi i temi che si ritrovano nelle sue composizioni, attraversate da una vena di satira amara, con occhio aperto sui piaceri della vita, vigile sulle miserie umane e sociali, l'infedeltà degli amici, la corruzione ecclesiastica, nel rimpianto per la giovinezza sfiorita. A volte viene confuso (come fa Salimbene) con il suo collega l'Archipoeta.

## Edizioni
- Wilhelm Meyer, « Die Oxforder Gedichte des Primas », in Göttinger Nachrichten, 1907, p. 89-175
- C. J. McDonough, The Oxford Poems of Hugh Primas and the Arundel Lyrics, Pontifical Institute of Mediaeval Studies, Toronto, 1984 (Toronto medieval Latin texts, 15)